# Myrsine avenis
Myrsine avenis är en viveväxtart som först beskrevs av Carl Ludwig von Blume, och fick sitt nu gällande namn av A. Dc. Myrsine avenis ingår i släktet Myrsine och familjen viveväxter. Inga underarter finns listade i Catalogue of Life.